# Indigo-Reizker
Der Indigo-Reizker (Lactarius indigo) ist eine Pilzart aus der Familie der Täublingsverwandten. Der Milchling ist im östlichen Nordamerika, Zentralamerika und in Ostasien weit verbreitet. Aus Europa sind bisher nur Vorkommen in Südfrankreich bekannt. Der Pilz wächst sowohl in Laub- als auch im Nadelwäldern, in denen er Mykorrhizen mit diversen Baumarten bildet. Die Farbe reicht von Dunkelblau bei jungen Exemplaren bis zu einem fahlen Blaugrau bei älteren Fruchtkörpern. Die bei Verletzung des Fruchtfleisches austretende, ebenso indigoblaue Milch verfärbt sich bei Luftkontakt grünlich. Der Hut misst typischerweise 5 bis 15 cm im Durchmesser, der Stiel ist 2 bis 8 cm hoch und 1 bis 2,5 cm dick. Der Pilz ist essbar und wird auf Bauernmärkten in Mexiko, Guatemala und China angeboten.

## Merkmale

### Makroskopische Merkmale

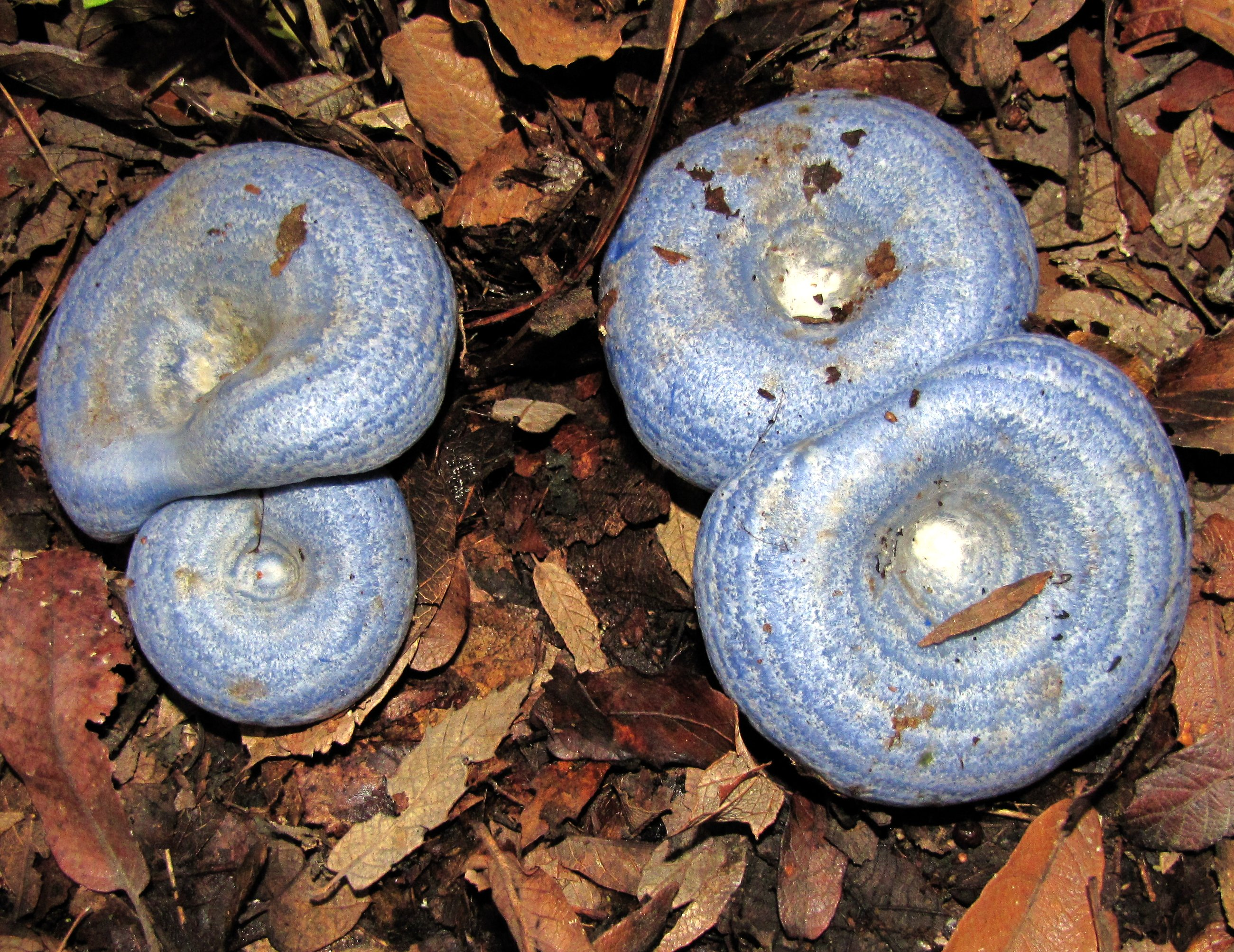
Indigo-Reizker aus Guadalajara, Mexiko mit konzentrisch gezonten Hüten

Der Hut des Fruchtkörpers ist 5–15 cm breit, zunächst konvex und entwickelt allmählich eine flache Trichterform. Im Alter wird er sogar noch stärker eingedrückt, wobei sich der Rand aufwärts wölbt. Im jungen Zustand ist der Hutrand nach innen eingerollt, entfaltet und hebt sich aber, wenn der Pilz wächst. Bei jungen Exemplaren ist der Hut indigoblau, wird aber bei alten Pilzen graublau oder silberblau, manchmal auch mit grünlichen Flecken. Er ist häufig ringförmig gezont mit dunkelblauen Flecken zum Hutrand hin. Die Kappen junger Exemplare haben eine klebrige Oberfläche.

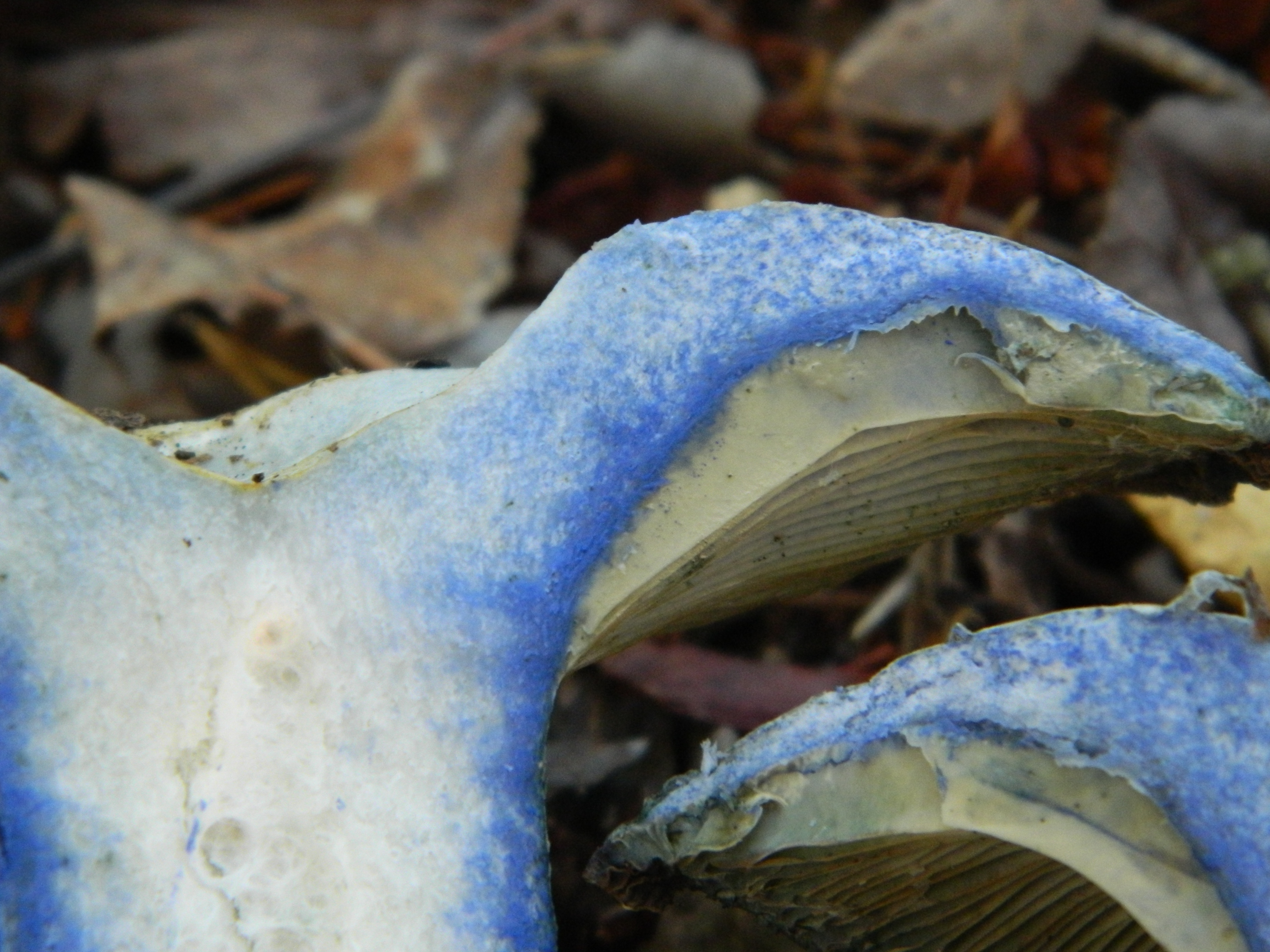
Frisch angeschnittene Fruchtkörper zeigen ein blaues Fleisch.

Das Fleisch ist blass bläulich und färbt sich bei Kontakt mit Luft langsam grün; sein Geschmack ist mild bis leicht bitter. Das Fleisch des gesamten Pilzes ist spröde und der Stiel bricht sauber durch, wenn man ihn biegt. Die aus Verletzungen austretende Milch ist ebenfalls indigoblau und färbt den Anschnitt grünlich; wie auch das Fleisch schmeckt sie mild. Lactarius indigo ist dafür bekannt, nicht so viel Milch zu produzieren wie andere Lactarius-Arten und insbesondere alte Exemplare können derart ausgetrocknet sein, dass sie gar keine Milch mehr absondern.

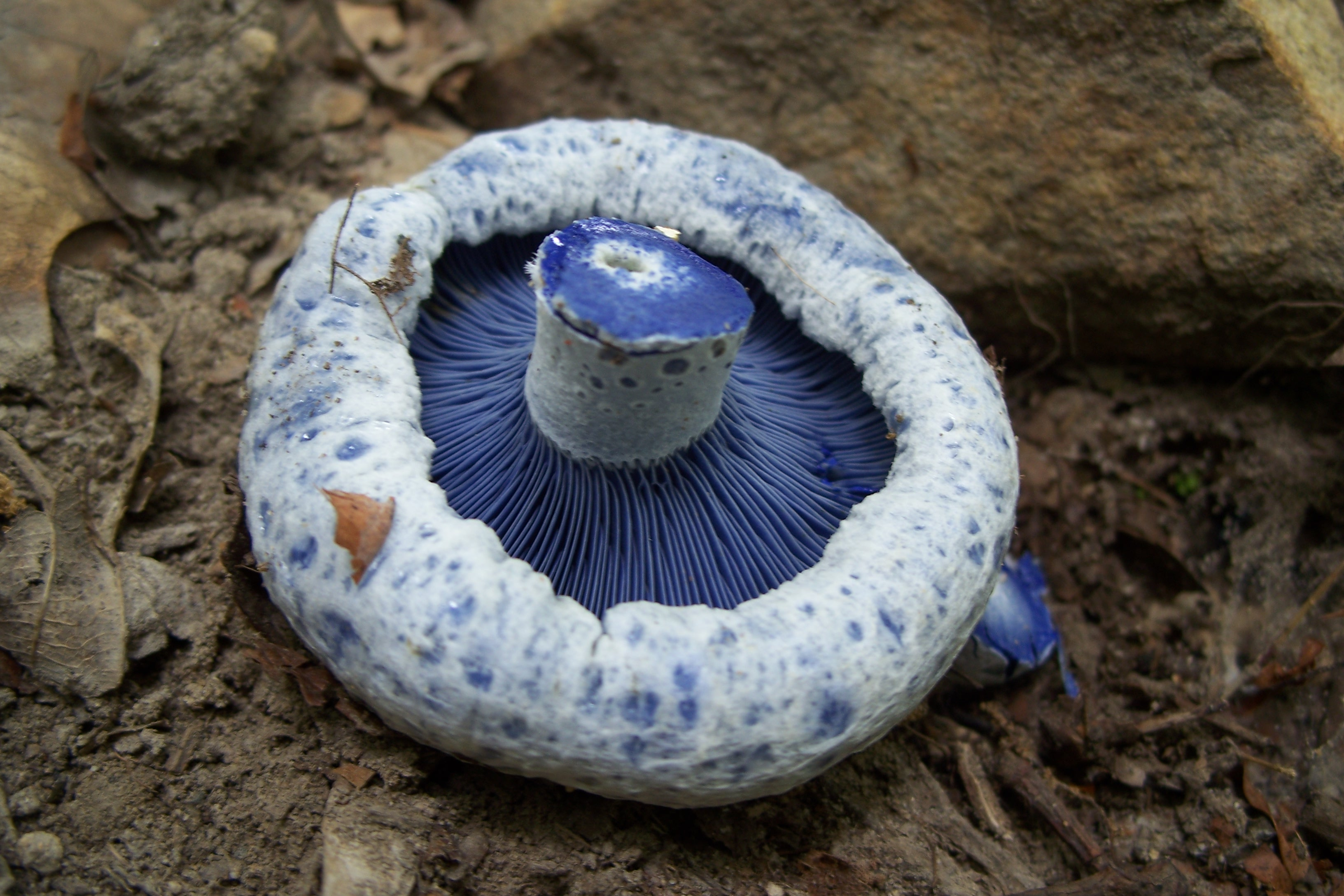
Der Hutrand ist bei jungen Exemplaren nach innen gerollt.

Die Lamellen sind am Stiel angewachsen oder leicht bogig und stehen dicht zusammengedrängt. Ihre Farbe reicht von indigoblau im jungen Stadium bis zu einem fahlen graublau im Alter, bei Beschädigung treten grüne Flecken auf. Der Stiel ist 2–6 cm hoch und 1.2–5 cm dick, der Durchmesser ist über den gesamten Stiel gleich oder manchmal an der Basis etwas geringer. Der Stiel ist gleichfalls indigo- bis silber- und graublau gefärbt. Das Innere des Stiels ist zunächst fest und kompakt, im Alter wird er jedoch oft hohl. Wie der Hut ist er zu Anfang klebrig oder schleimig, trocknet aber später ab. Normalerweise ist der Hut zentral am Stiel angewachsen, kann aber auch dezentral verschoben sein. Die Fruchtkörper des Indigo-Reizkers haben keinen besonderen Geruch. 
Lactarius indigo var. diminutivus (der „Kleine Indigo-Reizker“, engl.: smaller indigo milk cap), eine kleinere Varietät mit Hüten von 3–7 cm Durchmesser und Stielhöhen von 1,5–4 cm, wird häufig in Virginia gefunden. Helser und Smith, die die Varietät als erste beschrieben, bemerken dazu als typischen Lebensraum: „entlang der Ränder von schlammigen Gräben unter Gräsern und Kräutern mit Weihrauch-Kiefern in der Nähe (along [the] sides of a muddy ditch under grasses and weeds, [with] loblolly pine nearby).“

### Mikroskopische Merkmale
Der Sporenabdruck ist cremefarben bis gelb. Unter dem Lichtmikroskop betrachtet, sind die Sporen durchsichtig (hyalin), sie sind elliptisch bis beinahe rund mit amyloiden Warzen und haben Dimensionen von etwa 7–9 mal 5,5–7,5 µm. Mittels Rasterelektronenmikroskopie wird eine netzige Sporenoberfläche erkennbar. Die Basidien sind viersporig und messen 37–45 µm Länge mal 8–10 µm Breite. Die Pleurozystiden messen 40–56 mal 6,4–8 µm, sind grob spindelförmig und weisen eingeschnürte Spitzen auf. Cheilozystiden sind zahlreich vorhanden und weisen Abmessungen von 40–45,6 mal 5,6–7,2 µm auf.

## Verbreitung und Ökologie

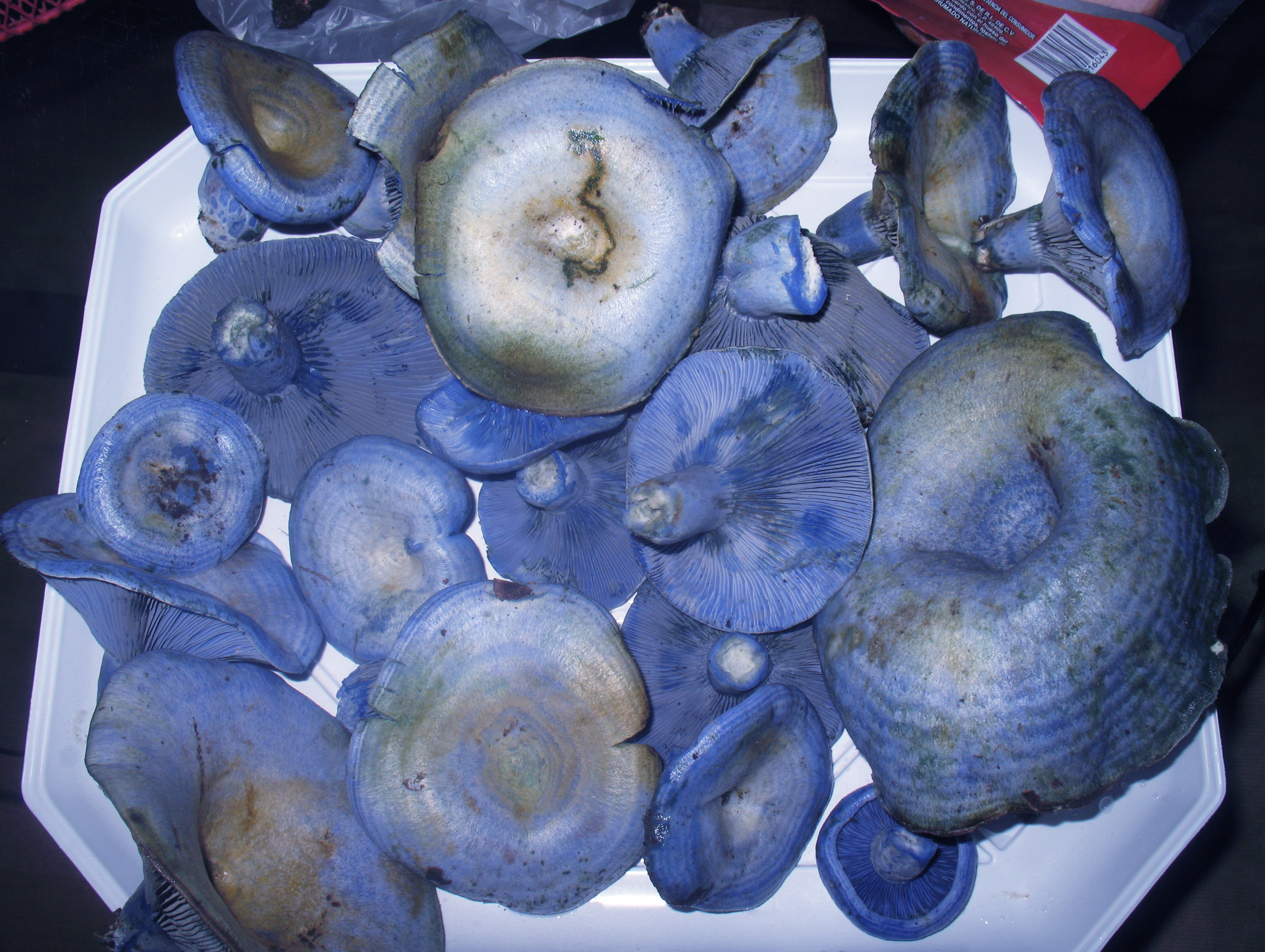
Eine Sammlung von Lactarius indigo aus Jalisco, Mexiko

Der Indigo-Reizker ist im südlichen und östlichen Nordamerika verbreitet und kommt häufig entlang des Golfs von Mexiko und in Mexiko vor. Seine Verbreitung in den Appalachen der Vereinigten Staaten wurde mit „gelegentlich bis lokal häufig (occasional to locally common)“ beschrieben. Arora schreibt, dass die Art in den USA bei Gelb-Kiefern in Arizona gefunden wird, jedoch in den kalifornischen Gelb-Kiefer-Wäldern fehlt. Die Art wurde auch in Eichenwäldern in China, Indien, Bhutan, Kolumbien, Guatemala und Costa Rica gefunden. Eine Studie zum saisonalen Auftreten von Lactarius indigo in den subtropischen Wäldern von Xalapa/Mexiko zeigte, dass die Maximalproduktion von Fruchtkörpern mit der Regenzeit von Juni bis September zusammenfällt.
Lactarius indigo bildet Mykorrhizen und geht daher mit den Wurzeln verschiedener Baumarten eine Symbiose ein, wobei der Pilz Mineralien und Aminosäuren aus dem Boden gegen fixierten Kohlenstoff mit dem Wirtsbaum austauscht. Die unterirdischen Hyphen des Pilzes spannen ein Geflecht von Zellgewebe, das sogenannte Ektomykorrhizum, um die Wurzeln des Baumes – eine enge gegenseitige Beziehung, die insbesondere für den Wirt von Vorteil ist, da der Pilz Enzyme produziert, die organische Verbindungen mineralisieren und so den Transport von Nährstoffen zum Baum ermöglichen.
Aufgrund ihrer engen Symbiose mit Bäumen finden sich die Fruchtkörper des Indigo-Reizkers typischerweise am Boden, verstreut oder in Gruppen, sowohl in Laub- als auch in Nadelwäldern. Man findet den Pilz auch häufig in Flussauen, die kürzlich überschwemmt wurden. In Mexiko wurden Gemeinschaften mit Mexikanischer Erle (Alnus jorullensis), Amerikanischer Hainbuche, Virginischer Hopfenbuche (Ostrya virginiana) und Amberbäumen beobachtet, während sich der Pilz in Guatemala an Pinus pseudostrobus und andere Kiefern- und auch Eichenarten hält. In Costa Rica geht der Indigo-Reizker Verbindungen mit verschiedenen Eichenarten ein. Unter kontrollierten Laborbedingungen konnte gezeigt werden, dass L. indigo Verbindungen mit den neotropischen Kiefernarten Mexikanische Weymouth-Kiefer, Pinus hartwegii, Pinus oocarpa, Pinus pseudostrobus und auch mit eurasischen Arten wie Aleppokiefer, Schwarzkiefer, See-Kiefer und Waldkiefer eingeht.

## Bedeutung

### Speisewert
Der Indigo-Reizker ist als essbare Art bekannt, jedoch unterscheiden sich die Meinungen über seinen Speisewert: So nennt der amerikanische Mykologe David Arora ihn „vorzüglich (superior edible)“, während ein Bestimmungsbuch für Pilze in Kansas ihn mit „mittlerer Qualität (mediocre in quality)“ bewertet. Er kann leicht bitter oder pfeffrig schmecken und hat eine grobe, körnige Textur. Das feste Fruchtfleisch wird am besten zubereitet, indem man den Pilz in dünne Scheiben schneidet. Beim Kochen verschwindet die blaue Farbe und der Pilz wird grau. Wegen des körnigen Fleisches ist der Pilz nicht leicht zu trocknen. Exemplare mit besonders reichlichem Milchgehalt eignen sich zur Färbung von Marinaden.
In Mexiko werden wild wachsende Indigo-Reizker typischerweise von Juni bis November für den Verkauf gesammelt, wobei sie als Speisepilz zweiter Wahl angesehen werden. Der Indigo-Reizker wird auch in Guatemala von Mai bis Oktober auf Märkten angeboten. Er ist eine von 13 Lactarius-Arten, die in Yunnan im Südwesten Chinas verkauft werden.

### Chemische Zusammensetzung

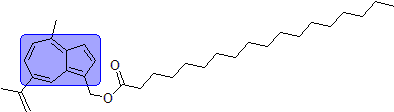
(7-Isopropenyl-4-methylazulen-1-yl)-methylstearat, das blaue, lipophile Azulenpigment des L. indigo. Der für die Färbung verantwortliche Teil des Moleküls (Chromophor) ist blau hervorgehoben.

Eine chemische Analyse von mexikanischen Exemplaren zeigte, dass L. indigo 95,1 % Feuchtigkeit, 4,3 mg Fett pro Gramm Masse und 13,4 mg Protein enthält. Es sind 18,7 mg Ballaststoffe enthalten, viel mehr als z. B. im Zuchtchampignon, der nur 6,6 mg enthält. Im Vergleich zu drei anderen wild vorkommenden Pilzarten, die auch in dieser Studie untersucht wurden (Perlpilz, Boletus frostii und Ramaria flava), hatte der Indigo-Reizker mit 32,1 mg/g den höchsten Gehalt an gesättigten Fettsäuren, einschließlich Stearinsäure – etwas mehr als die Hälfte des Gesamtgehaltes an freien Fettsäuren.
Die blaue Farbe des Indigo-Reizkers wird durch das Azulen-Derivat (7-Isopropenyl-4-methylazulen-1-yl)-methylstearat hervorgerufen. Das Molekül kommt nur im Indigo-Reizker vor, ist aber ähnlich einer Verbindung, die im Edel-Reizker gefunden wurde.

## Taxonomie und Namensgebung
1822 von dem amerikanischen Mykologen Lewis David von Schweinitz als Agaricus indigo beschrieben, wurde die Art 1838 von dem Schweden Elias Magnus Fries der Gattung Lactarius zugeordnet. Der deutsche Botaniker Otto Kuntze nannte die Art in seiner Schrift Revisio Generum Plantarum von 1891 Lactifluus indigo, jedoch wurde diese Namensänderung nicht von anderen Autoren aufgegriffen. In ihrer Studie zu den nordamerikanischen Arten von Lactarius von 1960 definierten Hesler und Smith Lactarius indigo als Typspezies der Unterteilung Caerulei, einer Gruppe, die sich durch blaue Milch und einen klebrigen, blauen Hut auszeichnet. 1979 zogen sie ihre Meinung zu den Unterteilungen der Art Lactarius zurück und ordneten Lactarius indigo stattdessen in die Untergattung Lactarius ein, basierend auf der Farbe der Milch und deren Farbänderung, die bei Kontakt mit Luft beobachtet werden konnte. Sie erklären dazu:
„Die allmähliche Entwicklung von blauer zu violetter Pigmentierung, wenn man sich von Art zu Art bewegt, ist ein interessantes Phänomen, das weiterer Forschung bedarf. Der Höhepunkt wird bei Lactarius indigo erreicht, der durch und durch blau ist. Lactarius chelidonium und seine Abarten Lactarius chelidonioides, Lactarius paradoxus, und Lactarius hemicyaneus können als Meilensteine auf dem Weg zu Lactarius indigo angesehen werden. (The gradual development of blue to violet pigmentation as one progresses from species to species is an interesting phenomenon deserving further study. The climax is reached in L. indigo which is blue throughout. L. chelidonium and its variety chelidonioides, L. paradoxus, and L. hemicyaneus may be considered as mileposts along the road to L. indigo.)“
Der Artname indigo bezieht sich auf die lateinische Bezeichnung für „indigoblau“.

## Artabgrenzung
Die charakteristische blaue Farbe des Fruchtkörpers und der Milch machen diese Art leicht bestimmbar. Andere Arten von Lactarius mit blauer Farbe umfassen L. paradoxus aus dem östlichen Nordamerika, der im Jungstadium einen graublauen Hut hat, aber rotbraune bis purpurne Lamellen und Milch aufweist. L. chelidonium hat einen gelblichen bis graublauen Hut und gelbbraune Milch. Der europäische Wechselblaue Edel-Reizker (Lactarius quieticolor) hat einen rötlichgrauen bis zimtbraunen Hut mit blauem Fleisch und orangefarbenes Fleisch in der Stielbasis. Obwohl die blaue Färbung des L. indigo als selten innerhalb der Gattung Lactarius gilt, wurden 2007 fünf neue Arten mit bläuender Milch oder bläuendem Fleisch auf der Malaiischen Halbinsel gefunden: Lactarius cyanescens, Lactarius lazulinus, Lactarius mirabilis und zwei noch unbenannte Arten.